# Barbara Pedri
Barbara Pedri (Roma, 14 ottobre 1961) è una giornalista italiana.

## Biografia
Iscritta all'albo dei giornalisti dal 1993, da diversi anni è conduttrice del TG5.
Ha condotto fino al 2000 l'edizione della notte per poi passare all'edizione delle 13:00 in coppia con Giuseppe Brindisi Salvo Sottile e Fabrizio Summonte. Dal 5 novembre 2007 al gennaio 2022  ha condotto  l'edizione del mattino e successivamente anche quella breve delle 10:00 (quest'ultima poi spostata alle 10:50 dal 26 aprile 2016) fino al gennaio 2022